# 祀丞
祀丞為中國古代文官官職名。在清朝之位階為從八品。祀丞職能通常是宗教祭祀方面，為配置於太常寺基層官員編制之一，上則有奉祀、博士主管官。 1910年代，清朝滅亡後，該官職廢除。